# Écran tactile
 (septembre 2010).
Si vous disposez d'ouvrages ou d'articles de référence ou si vous connaissez des sites web de qualité traitant du thème abordé ici, merci de compléter l'article en donnant les références utiles à sa vérifiabilité et en les liant à la section « Notes et références ».

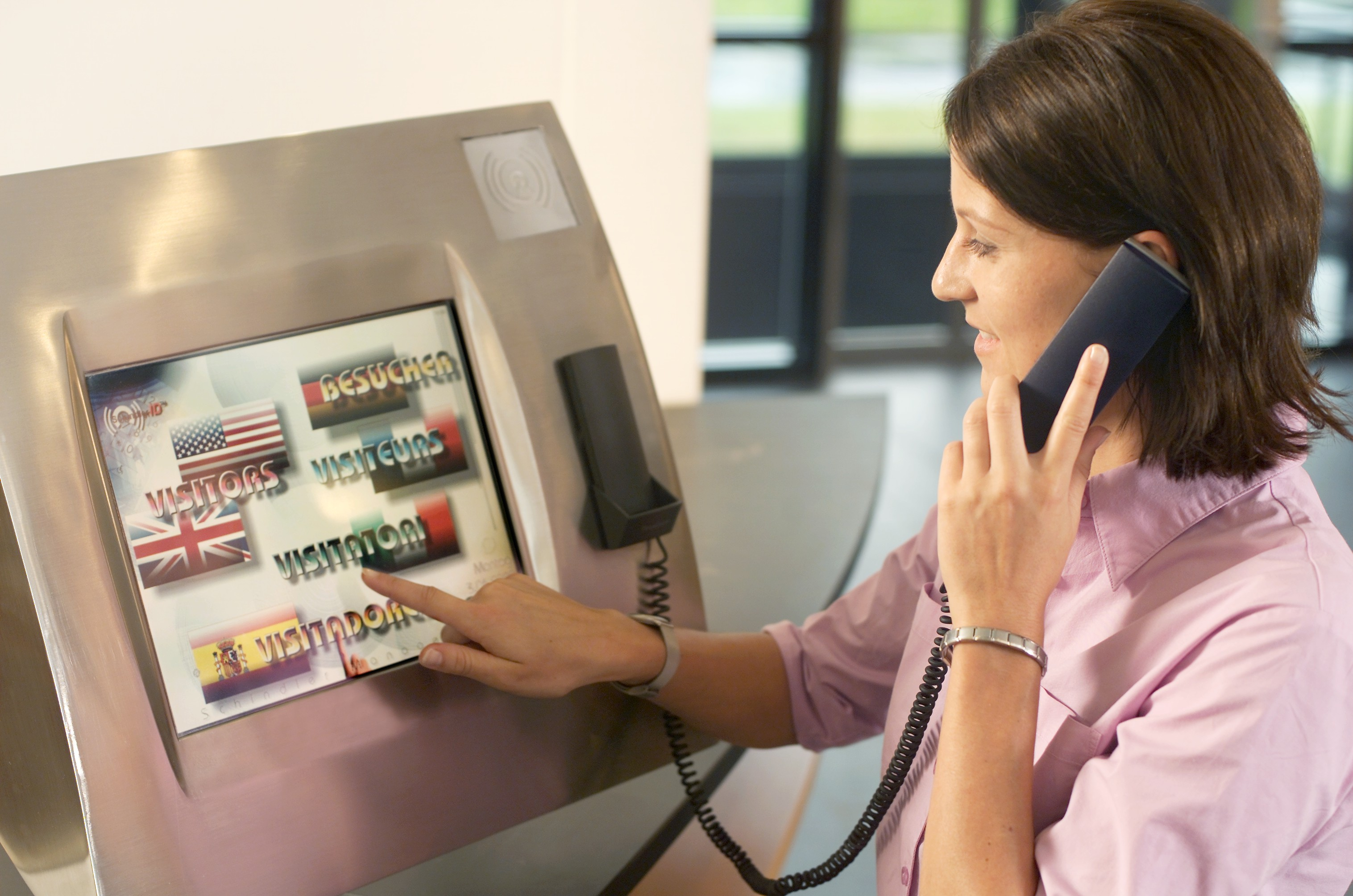
L'écran tactile d'une borne d'accueil.

Un écran tactile est un périphérique informatique qui combine les fonctionnalités d'affichage d'un écran (moniteur) et celles d'un dispositif de pointage comme la souris, le pavé tactile ou le stylet optique.
Cela permet de réduire le nombre de périphériques sur certains systèmes et de réaliser des logiciels ergonomiques très bien adaptés à certaines fonctions. Les écrans tactiles sont utilisés, par exemple, pour les PDA, des lecteurs MP3, les smartphones, les tablettes, des consoles de jeux portables, les billetteries automatiques, les DAB, toutes les caisses sans caissier et les ordinateurs.
Toutefois, leur utilisation en tant que commande pose questions dans le secteur des transports, notamment pour les systèmes de navigation par satellite dits "GPS".
Un écran tactile de dernière génération peut être sensible à plus de deux niveaux de pression avec une résolution meilleure (tablette graphique/stylet) et à plus de un endroit à la fois (multi-touch/doigts de la main).

## Histoire
En 1953, un musicien d'origine canadienne invente le premier synthétiseur électronique équipé de petits capteurs tactiles capacitifs, pour contrôler le timbre et le volume de son instrument. Ce contrôle s’effectue avec la main gauche, chaque doigt actionnant une commande distincte, sensible à la pression.
Le premier écran tactile piloté par le doigt a été développé par Eric Johnson, du Royal Radar Establishment (en) situé à Malvern (Worcestershire), en Angleterre, qui a décrit son travail sur les écrans tactiles capacitifs dans un court article publié en octobre 1965 puis plus en détail, avec des photographies et  diagrammes dans un article publié en 1967.
En 1971, Sam Hurst, chercheur au Laboratoire national d'Oak Ridge (États-Unis ), crée le premier écran tactile résistif.
En 1972, IBM lance le PLATO IV, un ordinateur équipé d'un dispositif optique de reconnaissance du toucher de l'écran en intégrant, autour d'un écran classique, un système de détection de présence d'un objet (un doigt plutôt qu'un stylet) grâce à des DEL infrarouges situées tout autour de l’écran. Ce système permet de séparer assez facilement jusqu’à douze zones sur un écran de 15 × 20 cm. Le PLATO IV, pour Programmed Logic for Automated Teaching Operations, est considéré comme le premier écran tactile commercialisé.

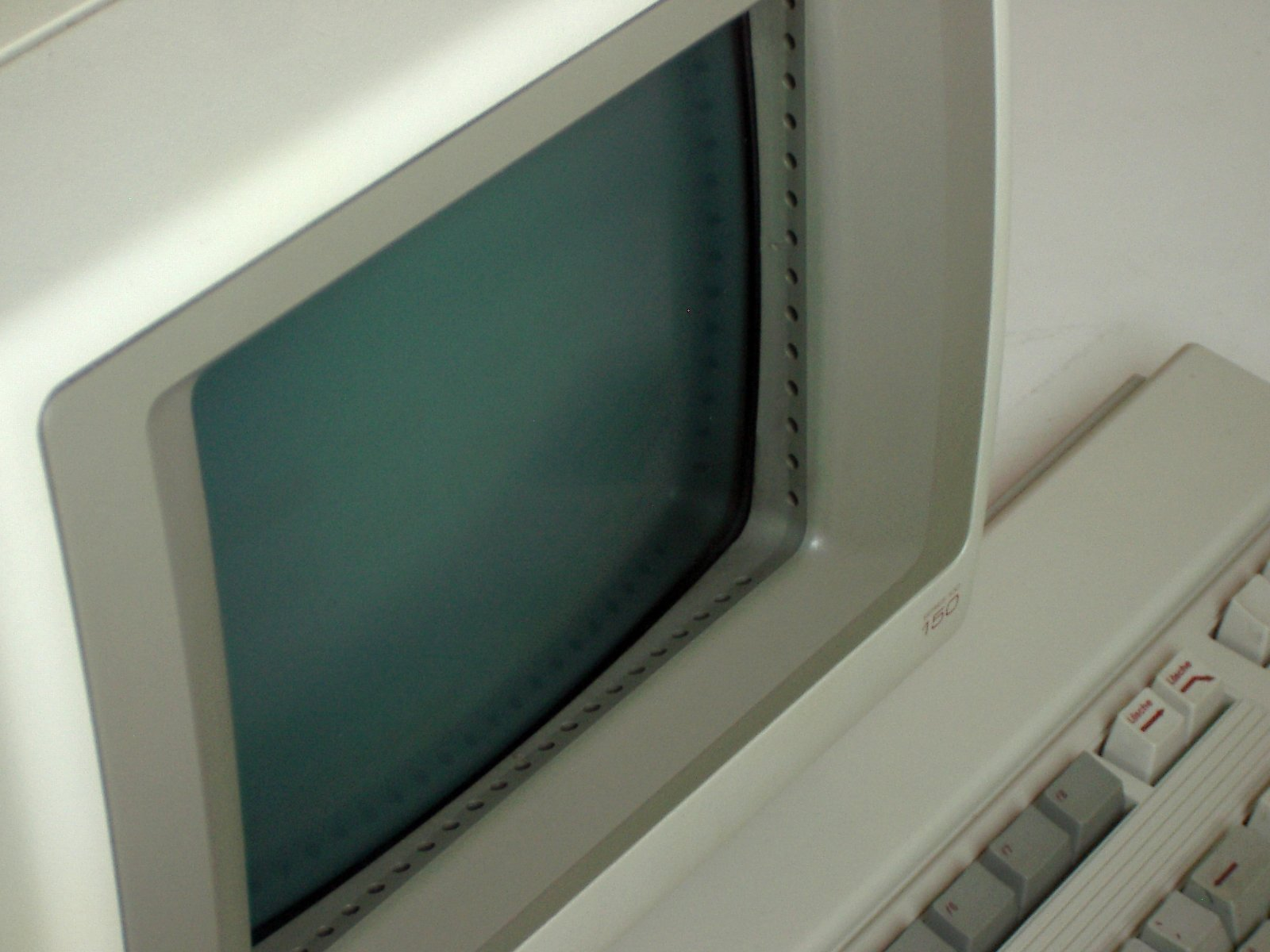
HP-150 (1983)

En 1983, Hewlett-Packard lance un ordinateur personnel à écran tactile, le HP-150 (en) ; c'est le premier écran tactile à être commercialisé auprès du grand public. La fonction d'écran tactile consistait en une série de faisceaux de lumière infrarouge (verticale et horizontale) qui quadrillaient l'écran pour détecter la position d'un doigt.
En 1986, Casio lance le premier assistant numérique (PDA) à écran tactile, avec un stylet le IF-8000. Comme de nombreux autres, encore aujourd'hui, il fonctionnait avec un écran tactile résistif et s'utilisait avec, ou sans, stylet en plastique.
En 1987, le Linus Write Top est un premier ordinateur portable à écran tactile sans clavier, avec un stylet.[réf. nécessaire]
À partir de 1989, Samsung lance GRIDPad, la première tablette tactile arborant le stylet qui marquera les appareils de productivité mobiles des années 1990.[réf. nécessaire]
En mars 1993, le fabricant d'électronique anglais Amstrad lance un bloc-notes numérique équipé d'un écran tactile. En août de la même année, la firme américaine Apple sort l'Apple Newton, assistant personnel à écran tactile sans clavier et équipé d'un logiciel de reconnaissance de l'écriture manuscrite. Muni d'un écran monochrome piloté avec un stylet, il fonctionne avec un système d'exploitation dédié (Newton OS).[réf. nécessaire]
En 1994, IBM lance la commercialisation d'IBM Simon le premier smartphone et téléphone portable tactile. Il dispose d'un service de messagerie, des fax, PDA, du traitement de texte, de la messagerie, de jeux, etc.[réf. nécessaire]
À la fin de 2004, Nintendo commercialise sa console portable, la Nintendo DS (2004), disposant de deux écrans dont un tactile (résistif).[réf. nécessaire]
En 2007, Apple remet l'écran tactile au goût du jour avec l'arrivée de l'iPhone (2007) équipé d'un écran tactile multi-touch (capacitif).[réf. nécessaire]

## Technologies
Il existe plusieurs types de mise en œuvre pour les écrans tactiles, chacune ayant ses avantages et inconvénients. Le choix de l'une ou l'autre de ces technologies est fait en fonction des critères de prix, de résistance aux chocs, de précision ou de taille (certaines étant difficilement extensibles aux grandes ou petites tailles d'écran).

### Technologie à ondes de surface
La technologie des ondes de surface utilise des ondes ultrasoniques circulant à la surface de l'écran. Ces ondes créent une figure d'interférence qui est modifiée lorsque l'on touche l'écran. Ce changement dans la figure d'interférence, une fois détecté, est traité par un contrôleur afin de déterminer les coordonnée (x,y) du lieu de pression[réf. nécessaire].
L'inconvénient majeur de cette technologie résulte du fait que la moindre rayure (ou même une poussière ou une tache) sur la surface modifie la figure d'interférence de base et affecte la justesse de la détection à l'écran[réf. nécessaire].

### Technologie résistive analogique

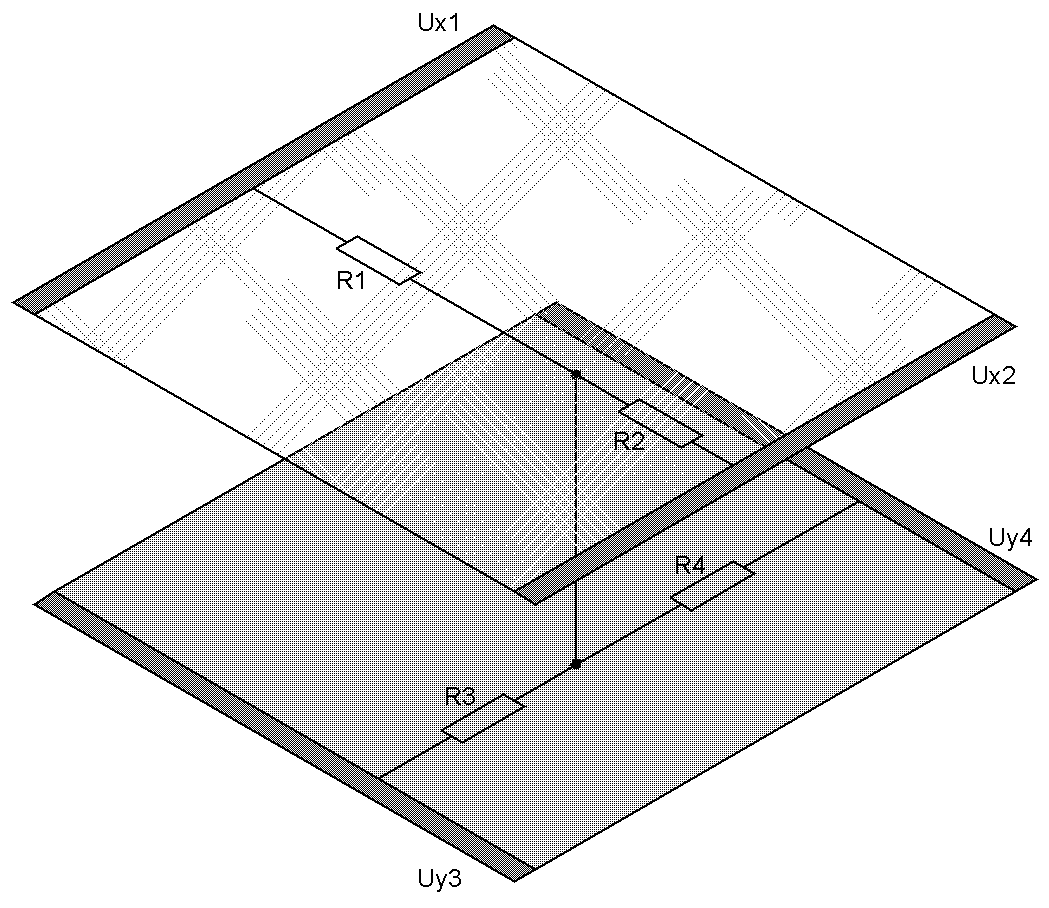
Écran tactile résistif.

Les systèmes résistifs sont constitués d’une plaque de verre dont la surface est rendue conductrice grâce à un revêtement d'oxyde d'indium-étain (ITO, indium tin oxide), conducteur électrique transparent. Elle est recouverte par un film plastique dont la face en contact est également rendue conductrice avec la même technologie. Ces deux couches formant une double grille conductrice (une verticale et une horizontale) sont séparées par une mince couche isolante constituée de microscopiques picots d’espacement. Une couche additionnelle est ajoutée sur la surface de l'écran pour éviter les rayures dues par exemple aux pointes du stylet.
Lorsque l’utilisateur appuie sur l'écran avec la pointe d'un stylet ou d'un doigt, la pression exercée sur les grilles sous tension écrase ponctuellement la membrane supérieure sur la membrane inférieure et crée un contact entre les deux faces électrifiées. La variation de la résistivité entre les deux faces conductrices et la position du point de contact sont détectées par le contrôleur d’écran tactile qui soumet alternativement les conducteurs de l’écran à des très faibles tensions[réf. nécessaire].
Avec l'usage, la conductivité électrique de ces deux faces se détériore à cause des micro-étincelles occasionnées par les décharges électriques au moment du contact et la précision de la détection se réduit avec l'usage. Cette technologie oblige l'utilisateur à recalibrer le pavé tactile. Ce recalibrage consiste à masquer l'usure du pavé tactile en répartissant, sur toute sa surface, les erreurs des régions tactiles les plus usagées[réf. nécessaire].
Types de périphériques utilisant ce système : ordinateur portable à dalle tactile sous Windows 7, les anciens PDA de l'entreprise PALM, certains smartphones (HTC Tattoo, HTC Tytn II, LG Viewty…)[réf. nécessaire].

### Technologie capacitive

Écran tactile capacitif.

Dans les systèmes capacitifs, une couche qui accumule les charges, à base d'indium, métal de plus en plus rare, est placée sur la plaque de verre du moniteur. Lorsque l’utilisateur touche la plaque avec son doigt, certaines de ces charges lui sont transférées. Les charges qui quittent la plaque capacitive créent un déficit quantifiable. Avec un capteur à chacun des coins de la plaque, il est possible à tout moment de mesurer et de déterminer les coordonnées du point de contact. Le traitement de cette information est le même que pour les circuits résistifs.
Un avantage majeur des systèmes capacitifs, par rapport aux systèmes résistifs, est leur capacité à laisser passer la lumière avec un meilleur rendement. En effet, jusqu’à 90 % de la lumière traverse une surface capacitive par rapport à un maximum de 75 % pour les systèmes résistifs, ce qui donne une clarté d’image supérieure pour les systèmes capacitifs[réf. nécessaire].
Malheureusement ces systèmes ne sont pas facilement extensibles aux écrans plus grands qu'une vingtaine de pouces (une cinquantaine de centimètres). Ils sont en revanche très compétitifs aux petites tailles et on les retrouve ainsi dans de nombreux smartphones et tablettes de milieu et haut de gamme, plus rarement dans le bas de gamme[réf. nécessaire].
Cette technologie accuse un défaut assez important, il est très compliqué pour ne pas dire impossible de détecter plusieurs touchers simultanés (écran multi-touch). De ce fait et au vu de l'importance qu'accordent les interfaces modernes au "toucher simultané en plusieurs points", cette technologie capacitive est de plus en plus délaissée pour la technologie capacitive multi-touch. Cette dernière repose sur un principe similaire mais un "quadrillage" est en place. Autrement dit, des micros fils traversent deux surfaces, pour l'une cela s'effectue dans la verticale, pour l'autre à l’horizontale. Ces fils font traverser un courant électrique dont la puissance est mesurée pour chacun d'entre eux. Lors du contact d'une matière qui conduit l'électricité, le courant électrique est modifié sur quelques fils et en fonction des données relevés sur l'ensemble du quadrillage et connaissant les propriétés de la dalle, nous sommes en mesure de repérer précisément la position du toucher. Comme il s'agit de centaines de points qui sont capables de mesurer la position du toucher (et non quatre, comme avec la technologie capacitive originale), il est possible de mesurer le toucher en plusieurs points[réf. nécessaire].

### Technologie à induction
Un écran à technologie à induction n'est sensible qu'à l'action d'un stylet spécial[réf. nécessaire].
Assez proche de la technologie capacitive, cette technologie développée originellement par Wacom pour les tablettes graphiques est maintenant présente sur des tablettes tactiles et tablettes PC haut de gamme, parfois en complément de la technologie capacitive. Elle utilise des bobinages présents dans la tablette et dans le stylet. Un courant alternatif circulant dans les bobines de la tablette engendre un champ magnétique. À l'approche du stylet, ce champ excite par induction la bobine présente dans le stylet, et y créé un courant, qui perturbe le champ magnétique de l'écran[réf. nécessaire].

### Technologie à infrarouge
Un écran tactile à technologie infrarouge se présente sous une de deux formes très différentes [réf. nécessaire]:
- la première utilise une surface thermorésistive. On reproche souvent à cette méthode d'être lente et qu'elle requiert des mains chaudes (la réponse au stylet est donc inefficace).
- la deuxième prend la forme d'un réseau de capteurs de rayonnement infrarouge, horizontal et vertical. La détection de contact se fait lors de l'interruption d'un de ces faisceaux de lumière infrarouge[7] modulée (de façon à éviter les interférences entre détecteurs).

Les écrans tactiles à infrarouge sont les plus résistants et de ce fait sont souvent utilisés pour les applications militaires[réf. nécessaire].
Cette technologie est applicable sur des écrans de taille très variable[réf. nécessaire].

### Technologie optique des écrans interactifs
Il s'agit d'une technologie relativement récente dans laquelle deux caméras (ou plus) sont placées autour des bords de l'écran (principalement aux coins). Chaque caméra est surmontée d'une diode infrarouge et l'écran est en outre entouré d'un léger rebord (quelques millimètres) recouvert de rétro-réflecteurs. La lumière émise par les diodes est réfléchie par les réflecteurs et un doigt (ou un pointeur) apparaît comme une ombre sur chacune des caméras. Une simple triangulation permet de retrouver la position et la taille du pointeur. Cette technologie croît en popularité car elle est assez bon marché et s'adapte très bien aux écrans grands format (jusqu'à 120 " - 3 m).[réf. nécessaire]

### Technologie FTIR
La réflexion totale est à la base de la technologie FTIR (Frustrated Total Internal Reflection). L'angle d'incidence des rayons infrarouges doit être plus petit que l'angle critique pour qu'il y ait réfraction. S'il est supérieur à l'angle critique on n'observe plus de rayons réfractés et toute la lumière est réfléchie. C'est le phénomène de réflexion totale[réf. nécessaire].
Cette réflexion totale a lieu sur toute la surface tactile. Des diodes placées sur le bord d'une plaque de plexiglas émettent de manière continue un rayonnement infrarouge. La plaque de plexiglas joue le rôle de guide d'ondes, et les rayons infrarouges sont émis avec un angle légèrement supérieur à l'angle critique. Cet angle amène les rayons à se réfléchir totalement tout le long de la plaque[réf. nécessaire].
Quand le doigt vient se poser sur la plaque, il diffuse le rayonnement dans toutes les directions. Certains des rayons déviés par le doigt vont donc arriver sur la surface inférieure de la plaque avec un angle inférieur à l'angle critique, et vont donc pouvoir en sortir. Ces rayons forment un point lumineux infrarouge sur la surface inférieure de la plaque. Ce point est vu par une caméra spéciale située en dessous du dispositif[réf. nécessaire].
Un écran tactile FTIR est composé des éléments suivants [réf. nécessaire]:
- Une plaque de plexiglas ;
- Des DEL infrarouge, chargées d'émettre le rayonnement ;
- Des résistances pour alimenter les DEL ;
- Un écran de projection, qui recueille l'image du projecteur ;
- Un projecteur ;
- Du silicone, qui sert de pont entre la plaque et le doigt ;
- Une caméra infrarouge, spécifiquement conçue pour capter les rayons ;
- Un filtre lumière visible, spécifiquement conçu pour ne laisser passer qu'une certaine longueur d'onde ;
- Un ordinateur, qui traite l'image envoyée par la caméra.

### Technologie NFI (Near Field Imaging)
La technologie capacitive NFI est résistante, adaptée à des spécifications technologiques sévères : elle détecte le contact au travers de gants, ou de surfaces sales (graisse, peintures, etc.)[réf. nécessaire].
Le principe consiste à intercaler une couche conductrice entre deux plaques de verre (principe identique aux principes capacitif et résistif). Un champ électrostatique de faible intensité est alors créé en permanence sur la face externe de la plaque de verre qui va être en contact avec l'utilisateur[réf. nécessaire].
Une originalité de cette technologie réside dans le fait que la coordonnée Z peut aussi être calculée. Ce type de mise en œuvre permet d'obtenir des écrans de luminosité élevée. Ils résistent très bien dans un environnement hostile (vandalisme, milieu industriel)[réf. nécessaire].
L'application iTouch d'Electrotouch System permet d'utiliser ce principe (sans ajout de plaque de verre) sur un écran classique[réf. nécessaire].

### Technologie à jauges de déformations
Quatre jauges de déformations sont installées aux quatre coins de l'écran et sont utilisées pour déterminer la déflexion qu'induit la pression d'un doigt ou d'un stylet sur l'écran. Cette technologie permet également de déterminer le déplacement (généralement assez faible) qu'induit la pression sur l'écran. L'utilisation des jauges de déformation permet notamment des applications tactiles sur des bornes de réservation de billets, celles-ci étant fortement exposées au vandalisme[réf. nécessaire].

## Risques et inconvénients
Les écrans tactiles, malgré leur nom, ne disposent d’aucun repère tactile : il n'est donc pas possible de localiser les boutons avec les doigts sans utiliser le regard. Ceci pose notamment un problème en matière de sécurité routière et pour les personnes malvoyantes[réf. nécessaire].

### Risques liés aux commandes
Par rapport à un système mécanique, une commande tactile peut demander un temps de latence plus long et rendre l'action plus complexe, avec dans certains cas un risque d'accident.

#### Risque routier
En termes routiers certaines commandes sur des écrans sans bouton peuvent durer plus de deux secondes ! Le conducteur d'un véhicule peut être rendu aveugle par cette distraction sur une distance de 12 mètres à une vitesse de 22 km/h; et sur une distance de 30 mètres à une vitesse de 63 km/h[réf. nécessaire].
Toutefois, la distance d'aveuglement pourrait être plus longue pour des commandes qui durent plus longtemps: 3 secondes pour la température; 10 secondes pour régler la musique et 16 secondes pour régler l'adresse d'un système de navigation par satellite.

#### Risque naval
C'est pourquoi, en août 2019, parce qu'en 2017 des écrans tactiles multiples ont contribué au large de Singapour à une collision entre le destroyer américain (USS John S. McCain) et un porte-conteneur (l'Alnic MC), tuant 10 marins et en blessant 48 autres, l'US Navy a annoncé leur abandon dans les deux ans sur tous ses destroyers ou contre-torpilleurs, au profit d'un retour aux manettes physiques.

### Accessibilité non universelle
Les écrans tactiles, malgré leur nom, ne disposent d’aucun repère tactile. En conséquence, s’ils ne sont pas accompagnés d’un dispositif de vocalisation (comme sur les smartphones), ils posent un problème majeur d’accessibilité pour les personnes aveugles. Cependant les dispositifs mécaniques sont également inaccessibles pour certains handicaps.

## Avantage
L'absence de bouton physique et l'absence de molette réduisent l'espace de commande et supprime les divers couts liés à la conception et à l'installation d'un bouton physique[réf. nécessaire].